# Roodbekje
Het roodbekje (Haemulon flavolineatum) is een straalvinnige vis uit de familie van Haemulidae, orde baarsachtigen (Perciformes), die voorkomt in het westen en het zuidwesten van de Atlantische Oceaan.

## Anatomie
Het roodbekje is een gele vis met horizontale blauwzilvere strepen boven de laterale lijn en scheve strepen daaronder. Hij kan een maximale lengte bereiken van 30 cm. Er zijn 12 stekels en 14 tot 15 vinstralen in de rugvin en 3 stekels en 8 vinstralen in de aarsvin.

## Leefwijze
Het roodbekje is een zoutwatervis die voorkomt in een subtropisch klimaat.  De soort is voornamelijk te vinden in zeeën en koraalriffen. De diepte waarop de soort voorkomt is maximaal 60 m onder het wateroppervlak. De vis vormt scholen die soms uit duizenden individuen kunnen bestaan.
Het dieet van de vis bestaat hoofdzakelijk uit dierlijk voedsel.

## Relatie tot de mens
Het roodbekje is voor de visserij van aanzienlijk commercieel belang. De soort kan worden bezichtigd in sommige openbare aquaria. Voor de mens is het roodbekje potentieel gevaarlijk, omdat er vermeldingen van ciguatera-vergiftiging zijn geweest.
De soort komt niet voor op de Rode Lijst van de IUCN.